# Nhà hát múa rối Arlekin

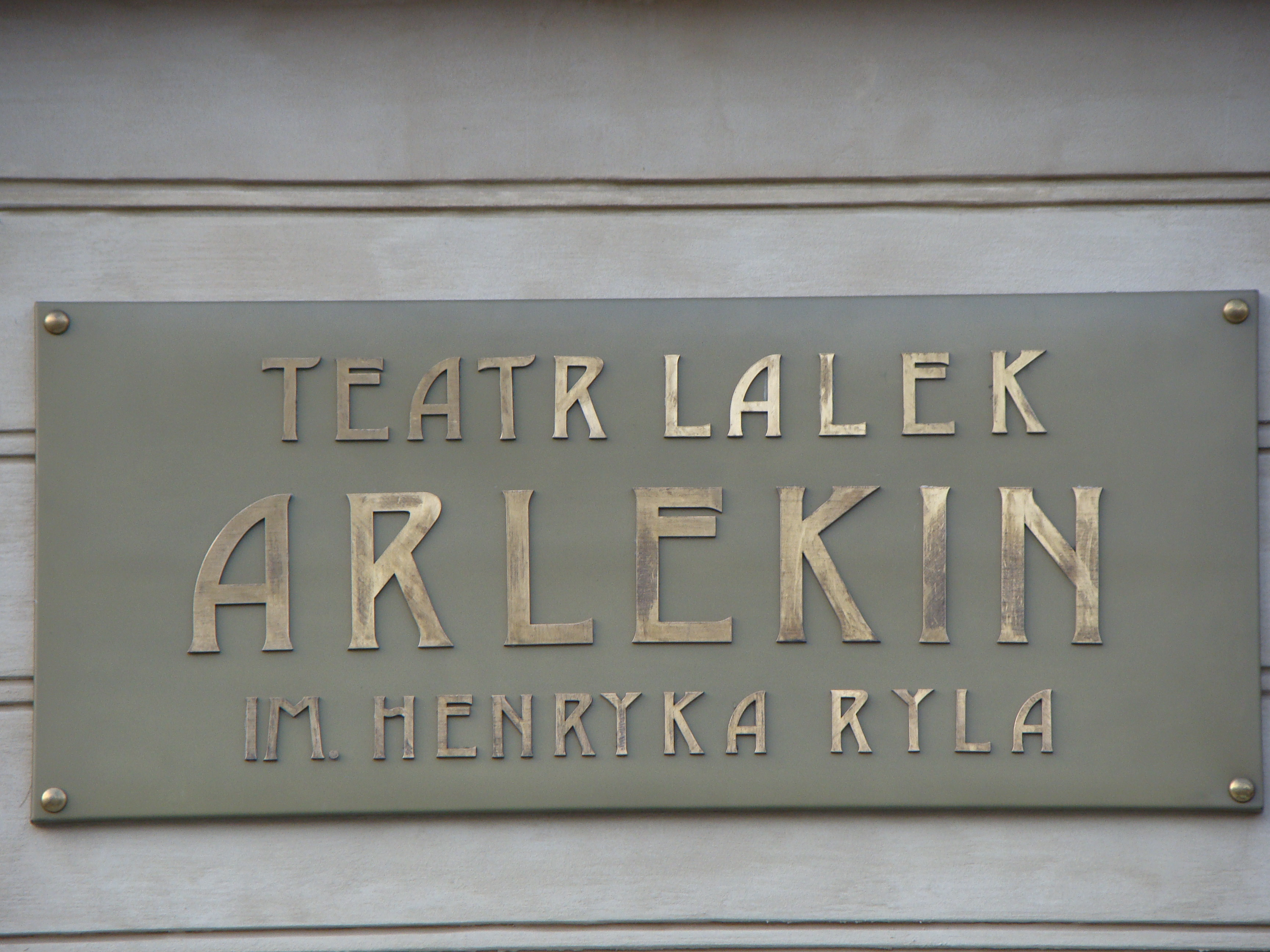
Nhà hát múa rối Arlekin ở Łódź

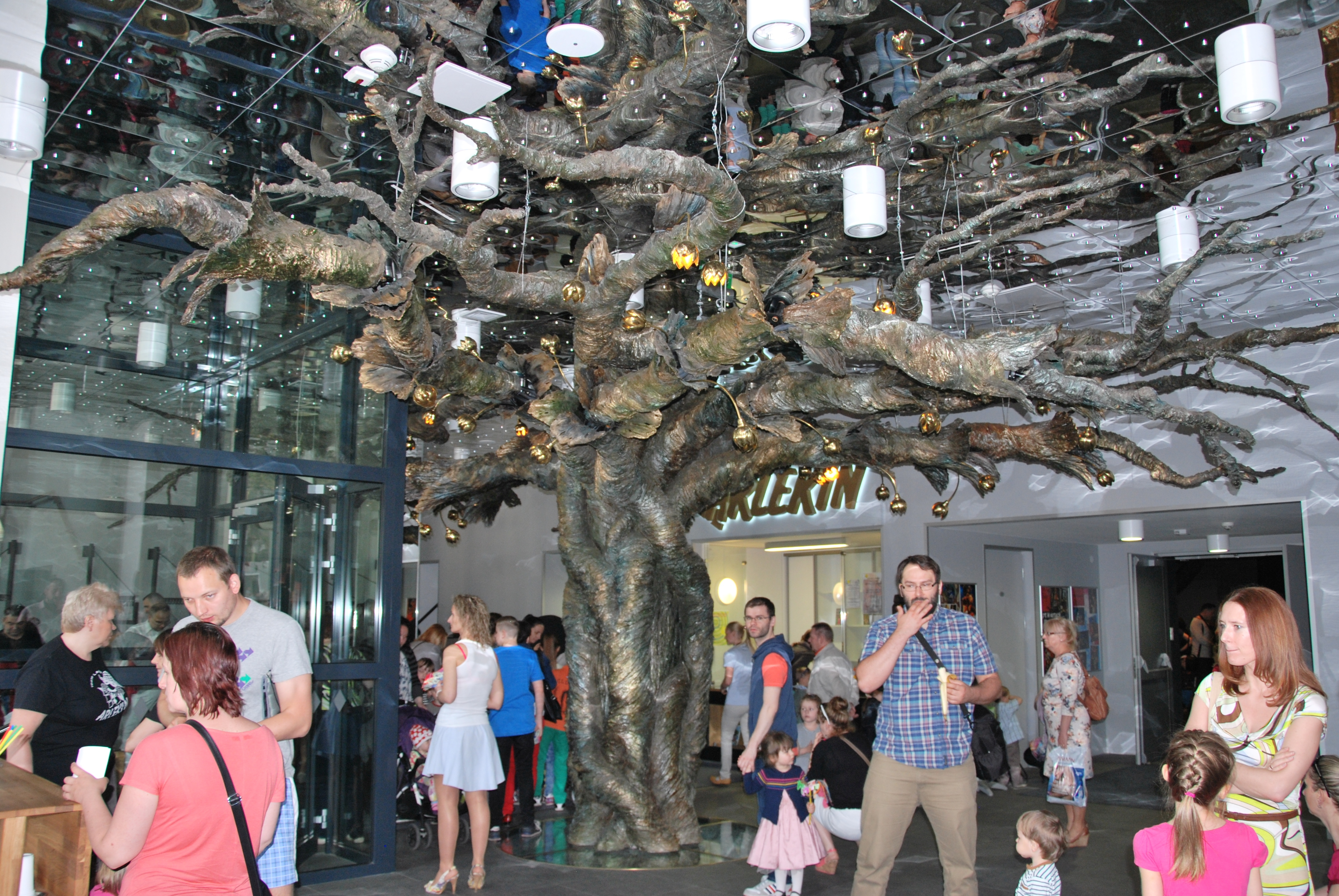
Ngày thiếu nhi trước cổng Nhà hát múa rối Arlekin (31/05/2015)

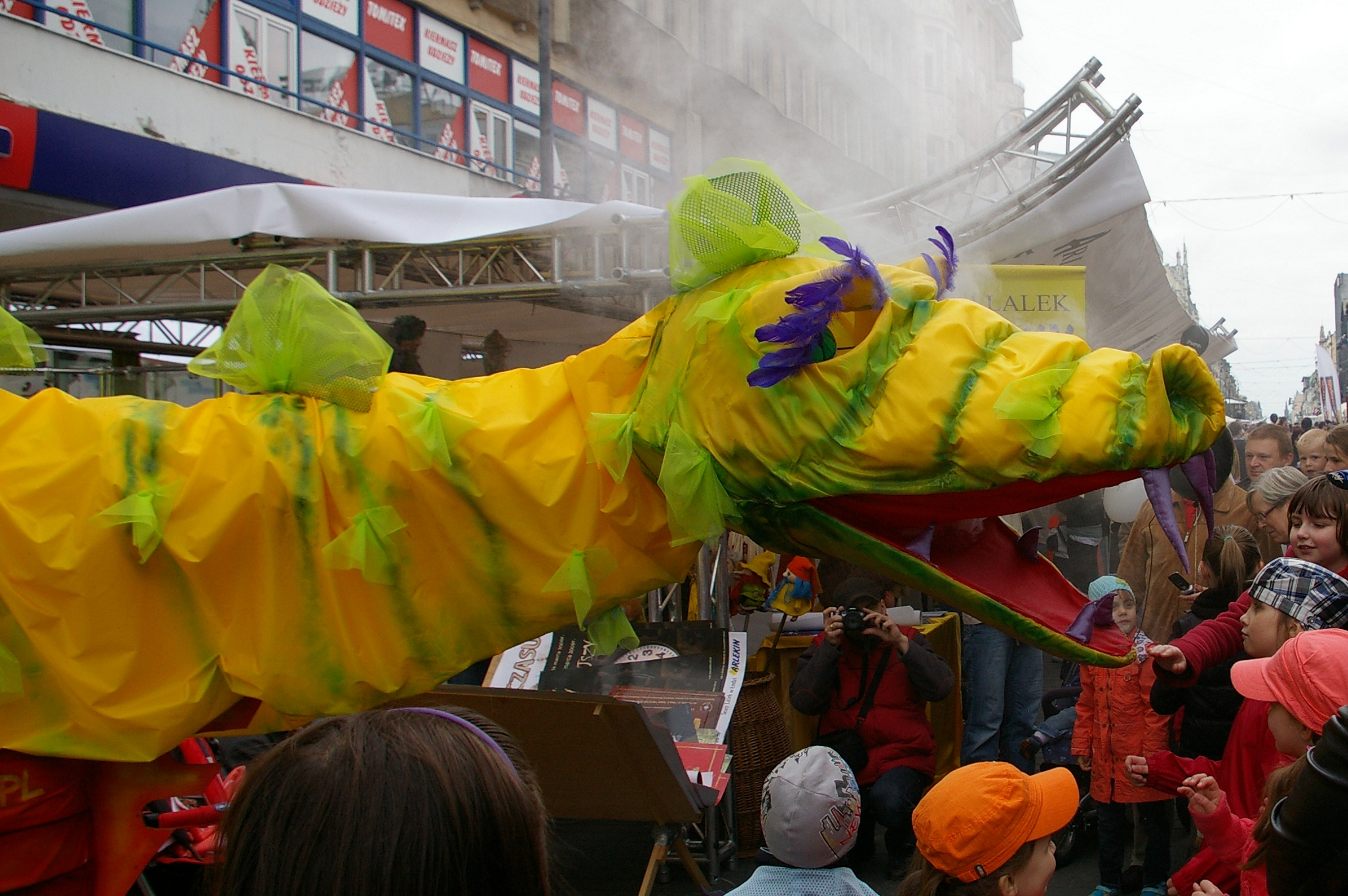
Con rồng của Nhà hát múa rối Arlekin - Lễ hội ở Łódź (2010)

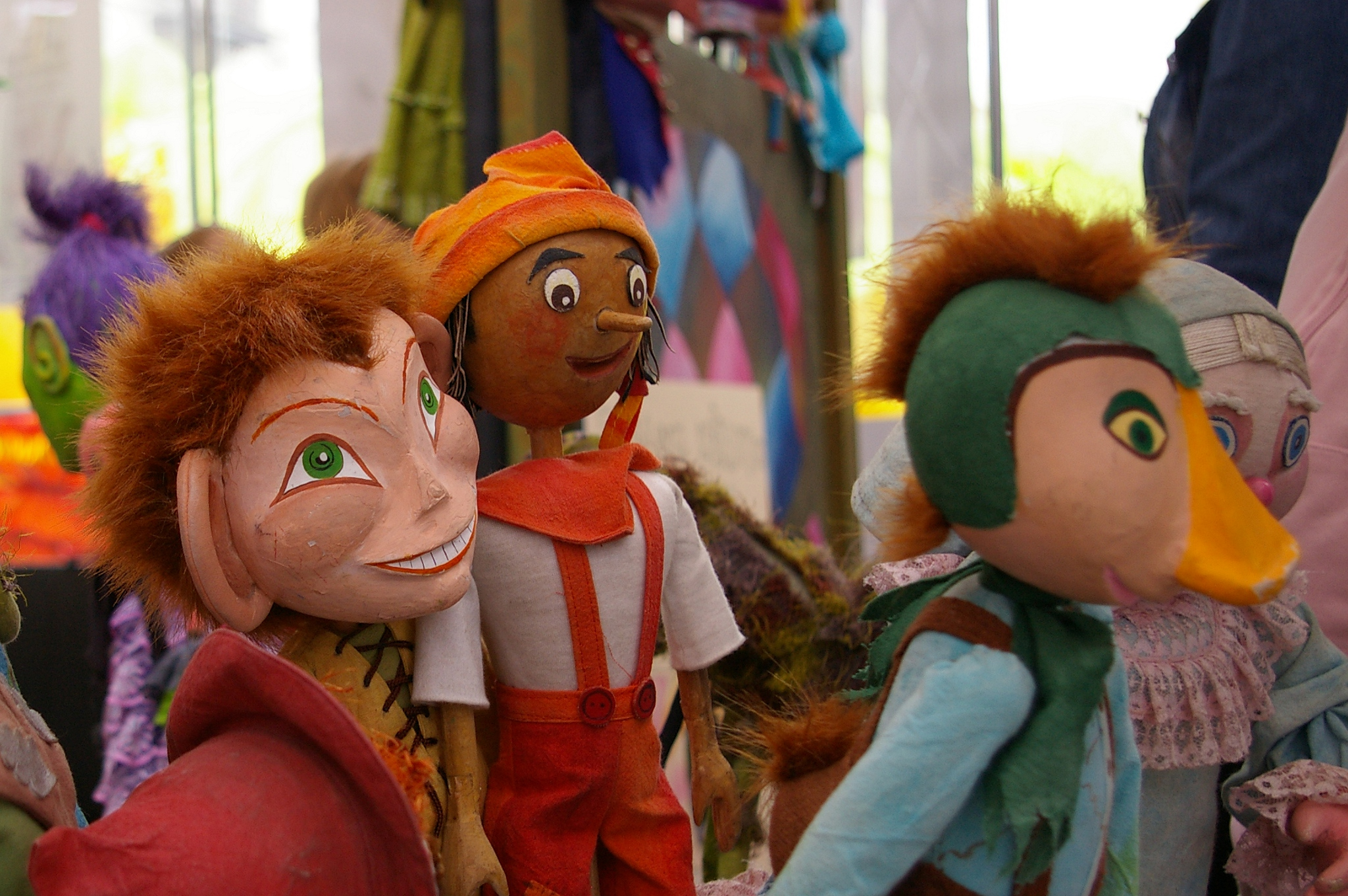
Các con rối của Nhà hát múa rối Arlekin - Lễ hội ở Łódź (2010)

Nhà hát múa rối Arlekin ở Łódź (tiếng Ba Lan: Teatr Lalek Arlekin im. Henryka Ryla w Łodzi) là một trong những sân khấu múa rối lâu đời nhất và nổi tiếng nhất ở Ba Lan, được nghệ sĩ Henryk Ryl thành lập vào năm 1948. Hiện nay, Wojciech Brawer đảm nhận vị trí giám đốc nhà hát (từ năm 2018).
Trong suốt 70 năm tồn tại, Nhà hát múa rối Arlekin đã thực hiện hơn 33.000 buổi biểu diễn, được gần 11 triệu khán giả đón theo dõi. Trong đó, Nhà hát nhiều lần tham gia các cuộc thi và liên hoan sân khấu tại khắp Ba Lan và quốc tế, bao gồm: Anh, Brazil, Mỹ, Pháp, Nga, Israel, Nhật Bản, Hà Lan, Đức, Pakistan, Áo, Slovakia, Iran, Đan Mạch, México, Ý, Hungary, Đài Loan, Indonesia và Thái Lan. Với sự cống hiến hết mình của các nghệ sĩ, Nhà hát thường xuyên được trao tặng nhiều giải thưởng nghệ thuật danh giá cho các vở trình diễn.

## Tiết mục
- Đối tượng: thu hút mọi lứa tuổi, đặc biệt là khán giả nhỏ tuổi, thanh thiếu niên, người lớn, gia đình ở Łódź cho đến những khán giả là du khách nước ngoài yêu nghệ thuật.
- Các tiết mục của Nhà hát múa rối Arlekin ở Łódź vô cùng phong phú, hấp dẫn mà cũng gần gũi: dựa trên các tác phẩm văn học kinh điển của Ba Lan và thế giới, kết hợp hoàn hảo giữa nghệ thuật cổ điển và đương đại trong các tiết mục.
- Dưới đây liệt kê một số vở diễn nổi tiếng của Nhà hát:[2]

| Vở diễn                            | Tác phẩm gốc              | Chú thích |
| ---------------------------------- | ------------------------- | --------- |
| Czerwony Kapturek                  | Cô bé quàng khăn đỏ       |           |
| Piękna i Bestia                    | Người đẹp và quái vật     |           |
| O dwóch takich, co ukradli księżyc | Hai kẻ đánh cắp Mặt Trăng |           |
| Piotruś Pan                        | Peter Pan                 |           |
| Mała syrenka                       | Nàng tiên cá              |           |
| Królowa Śniegu                     | Bà chúa Tuyết             |           |
| Kot w butach                       | Mèo đi hia                |           |

## Sự kiện
Không chỉ là nơi dành cho các buổi biểu diễn đặc sắc, Nhà hát múa rối Arlekin ở Łódź còn tổ chức nhiều hội thảo, lớp hướng dẫn và các hoạt động sân khấu độc đáo khác. Trong đó, Nhà hát là đơn vị tổ chức hai lễ hội nổi tiếng ở Łódź: Liên hoan quốc tế của các nghệ sĩ múa rối và Liên hoan nghệ thuật đường phố quốc tế TrotuArt. Từ năm 2015, Nhà hát cũng vinh dự tổ chức Liên hoan nghệ thuật hoạt hình quốc tế AnimArt ở Łódź.